# Крістіан Торстведт
Крістіан Торстведт (норв. Kristian Thorstvedt, нар. 13 травня 1999, Ставангер) — норвезький футболіст, півзахисник італійського «Сассуоло» і національної збірної Норвегії.

## Клубна кар'єра
Народився 13 травня 1999 року в місті Ставангер. Вихованець футбольної школи клубу «Стабек».
У дорослому футболі дебютував 2018 року виступами за команду клубу «Вікінг». У першому ж сезоні допоміг команді підвищитися у складі до елітного норвезького дивізіону. Наступного року став у її складі володарем Кубка Норвегії.
На початку 2020 року уклав контракт на 3,5 роки з бельгійським «Генком». Захищав його кольори протягом двох з половиною сезонів, ставши одним із лідерів півзахисту команди.
12 липня 2022 року за 10 мільйонів євро перебрався до італійського «Сассуоло».

## Виступи за збірну
2018 року дебютував у складі юнацької збірної Норвегії. З командою до 19 років зайняв п'яте місце юнацького чемпіонату Європи 2018 року.
2019 року з командою до 20 років поїхав на молодіжний чемпіонат світу. У листопаді того ж року дебютував в іграх за головну збірну Норвегії.

## Особисте життя
Його батько, Ерік Торстведт, також був футболістом, учасник чемпіонату світу 1994 року та один з найкращих воротарів Норвегії. 
| Дата       | Місто     | Господарі  | Результат | Гості      | Турнір                               | Голи | Примітки |
| ---------- | --------- | ---------- | --------- | ---------- | ------------------------------------ | ---- | -------- |
| 18-11-2020 | Відень    | Австрія    | 1 – 1     | Норвегія   | Ліга націй УЄФА 2020-2021 - 1-й етап | -    | 67'      |
| 24-3-2021  | Гібралтар | Гібралтар  | 0 – 3     | Норвегія   | Відбір до ЧС 2022                    | 1    |          |
| 27-3-2021  | Малага    | Норвегія   | 0 – 3     | Туреччина  | Відбір до ЧС 2022                    | -    | 67' 80'  |
| 2-6-2021   | Малага    | Норвегія   | 1 – 0     | Люксембург | товариський матч                     | -    | 85'      |
| 6-6-2021   | Малага    | Норвегія   | 1 – 2     | Греція     | товариський матч                     | -    | 46'      |
| 4-9-2021   | Рига      | Латвія     | 0 – 2     | Норвегія   | Відбір до ЧС 2022                    | -    | 60'      |
| 7-9-2021   | Осло      | Норвегія   | 5 – 1     | Гібралтар  | Відбір до ЧС 2022                    | 1    | 36' 81'  |
| 8-10-2021  | Стамбул   | Туреччина  | 1 – 1     | Норвегія   | Відбір до ЧС 2022                    | 1    | 75'      |
| 11-10-2021 | Осло      | Норвегія   | 2 – 0     | Чорногорія | Відбір до ЧС 2022                    | -    | 64'      |
| 13-11-2021 | Осло      | Норвегія   | 0 – 0     | Латвія     | Відбір до ЧС 2022                    | -    | 83'      |
| 16-11-2021 | Роттердам | Нідерланди | 2 – 0     | Норвегія   | Відбір до ЧС 2022                    | -    | 46'      |
| 25-3-2022  | Осло      | Норвегія   | 2 – 0     | Словаччина | товариський матч                     | -    | 71'      |
| 29-3-2022  | Осло      | Норвегія   | 9 – 0     | Вірменія   | товариський матч                     | 1    | 72'      |
| 2-6-2022   | Белград   | Сербія     | 0 – 1     | Норвегія   | Ліга націй УЄФА 2022-2023 - 1-й етап | -    | 75'      |
| 5-6-2022   | Стокгольм | Швеція     | 1 – 2     | Норвегія   | Ліга націй УЄФА 2022-2023 - 1-й етап | -    | 75'      |
| 9-6-2022   | Осло      | Норвегія   | 0 – 0     | Словенія   | Ліга націй УЄФА 2022-2023 - 1-й етап | -    | 46' 76'  |
| 12-6-2022  | Осло      | Норвегія   | 3 – 2     | Швеція     | Ліга націй УЄФА 2022-2023 - 1-й етап | -    | 66'      |
| 24-9-2022  | Любляна   | Словенія   | 2 – 1     | Норвегія   | Ліга націй УЄФА 2022-2023 - 1-й етап | -    | 37' 61'  |
| Усього     |           | Матчів     | 18        |            | Голів                                | 4    |          |

## Титули і досягнення
- Володар Кубка Норвегії (1):

«Вікінг»: 2019
- Володар Кубка Бельгії (1):

«Генк»: 2020-21